# Janko Hanushevsky
Janko Hanushevsky (* 21. April 1978 in Linz) ist ein österreichischer E-Bassist und Radioautor/-regisseur.

## Leben und Wirken
Hanushevsky wuchs in Oberösterreich auf. Er studierte von 1997 bis 2002 Jazzbass am Konservatorium der Stadt Wien. Wichtige Lehrer waren zudem der österreichische Kontrabassist und Komponist Peter Herbert sowie der isländische E-Bassist Skúli Sverrisson. Als E-Bassist liegt Janko Hanushevskys Schwerpunkt im Bereich zeitgenössischer Jazzmusik und frei improvisierter Musik. Seit 2002 beschäftigt er sich intensiv mit „extended techniques“ am E-Bass und hat sich ein breites Vokabular am präparierten E-Bass erarbeitet. Klangrecherchereisen führten ihn nach Indien, Südostasien und Grönland.
Seit 2002 produziert er im Duo Merzouga mit der Computermusikerin Eva Pöpplein elektro-akustische Musik, Radiokunst, Features und Hörspiele, sowie Film- und Theatermusik u. a. für Deutschlandradio Kultur, Deutschlandfunk, WDR, den finnischen Rundfunk Yleisradio, ZDF/arte, Hebbel am Ufer Theater Berlin, Schauspiel Frankfurt, Münchner Volkstheater, Schauspielhaus Graz.
Das Duo veröffentlichte mehrere CDs, die international rezensiert wurden, u. a. bei dem Label Gruenrekorder. Stücke erschienen auf internationalen Compilations, u. a. „WIRE Tapper“, „Noise of Cologne“, und „MUSIC! The Berlin Phonogramm-Archive 1911-2011“.
Ihre Radioarbeiten, für die Janko Hanushevsky Manuskripte schreibt und mit Eva Pöpplein Regie führt, wurden mehrfach national und international ausgezeichnet und nominiert (u. a. Prix Marulić, n-ost Reportagepreis, Deutsche Akademie der Darstellenden Künste/Hörspiel des Monats) und von zahlreichen ARD-Anstalten gesendet (u. a. BR, HR, NDR, MDR, RBB, WDR, DKultur und DLF). 2015 lebte Hanushevsky einen Monat lang im Brecht-Haus in Dänemark als „Writer in Residence“. Nach Stationen in Wien und Berlin lebt Janko Hanushevsky seit 2008 in Köln. Er ist der Bruder des Schauspielers Stefko Hanushevsky.

## Auszeichnungen und Preise (Auswahl)
- 15th Prix Marulić 2011 für Milomaki (DLF 2010)
- 16th Prix Marulic 2012 für Karpaten Blues (DLF 2011)
- n-ost Reportagepreis (Nominierung) für Karpaten Blues (DLF 2011)
- Hörspiel des Monats Februar 2015 für Ob die Granatbäume blühen (DLF 2015)
- Hörspiel des Monats Dezember 2016 für In darkness let me dwell – Lieder aus der Finsternis (DLF/HR 2016)[1]
- 21st Prix Marulić 2017 für In darkness let me dwell – Lieder aus der Finsternis (DLF/HR 2017)[2]
- Grand Prix Nova 2021 in Gold für Deutschlandfunk-Hörspiel „Memory Garden“ von Merzouga

## Radioproduktionen (Auswahl)
- 2007 Good Morning, Rickshaw von Merzouga. Klangkunst, DKultur.
- 2009 Marie T.'s Daumenkino von Marie T. Martin. Regie: Janko Hanushevsky. Komposition: Merzouga, DLF.
- 2010 Milomaki – Vom Vergessen und Verschwinden. Feature. DLF.
- 2011 Karpaten Blues von Janko Hanushevsky. Feature. DLF.
- 2011 Mekong Morning Glory von Merzouga. Klangkunst. DKultur 2009/Gruenrekorder CD.
- 2012 Donnerbogen Flüsterkuppel von Merzouga. Feature. DLF.
- 2012 Rootless von Merzouga. Klangkunst. DKultur.
- 2013 Inside Qivittoq von Merzouga. Feature. DLF/NDR/RBB.
- 2013 Music Matters – Ein Allegro Vivo mit Sophie Hunger und Peter Herbert. Feature. DLF.
- 2015 Das Ohr der Welt in Meiers Garten – Eine Annäherung an den Schriftsteller Gerhard Meier. DLF.
- 2015 De Rerum Natura/Dance of the Elements von Merzouga. Basierend auf dem antiken naturphilosophischen Lehrgedicht De rerum natura von Lukrez. Yleisradio Finnland.
- 2015 Ob die Granatbäume blühen von Gerhard Meier. Hörspiel. Mit Ueli Jäggi. Regie: Janko Hanushevsky. Komposition: Merzouga. DLF.
- 2016 In darkness let me dwell – Lieder aus der Finsternis Hörspiel von Merzouga. Basierend auf Field-Recordings des Alfred-Wegener-Instituts aus der Antarktis. DLF/HR.
- 2016 Mein Indien – Kartographie eines Sehnsuchtsorts von Merzouga. Feature mit Wolfgang und Peter Herbert. WDR.
- 2016 Reading, Thinking, Looking – Eine Begegnung mit der Schriftstellerin Siri Hustvedt. DLF/BR/NDR.
- 2017 Das Mysterium der Zeitlosigkeit Bibers Rosenkranz Sonaten und das radikal Moderne, WDR.
- 2017 Reise ins Zwischenland – Die Dichterbrüder Klaus und Martin Merz. Feature. DLF/RBB.
- 2018 Withering Sounds – An Archeology for Three Pianos, Yleisradio Finnland.
- 2019 Paraíso Real mit Nina Hellenkemper, DLF.
- 2020 Location Podcasts. Musik für Bushaltestellen, Bibliotheken und Parkbänke mit Mikko H. Haapoja, Miyuki Jokiranta, Eva Pöpplein, Anders Wiksten, Ward Weis, Taina Riikkonen, DLF/EBU.
- 2020 Memory Garden mit Eva Pöpplein DLF/ORF.
- 2021 Ein Prinz zwischen Orient und Okzident. Die Musik des Dimitrie Cantemir, WDR.
- 2023 Being a Story – Von der Kraft des Erzählens. Radiodoku mit Siri Hustvedt und Philipp Blom, Feature, DLF.
- 2023 Geborgensein im Suchen. Eine Begegnung mit der Schriftstellerin Ilse Helbich, DLF/ORF.
- 2024 Über die Zuversicht in dunklen Zeiten, DLF.